# Der neue Advokat
Der neue Advokat ist eine kurze Erzählung von Franz Kafka, die 1920 im Band Ein Landarzt erschien. Die hierin enthaltene Beschäftigung mit Alexander dem Großen bezog Kafka aus dem Roman Taten des großen Alexanders von Michael Kusmins.

## Zusammenfassung
Der neue Advokat, Dr. Bucephalus, kommt aus früherer Zeit; er war das Streitross des Alexander von Makedonien. Man billigt seine Aufnahme im Anwaltsbüro. Da sich die Zeiten seit Alexander dem Großen sehr geändert haben, hält man es „vielleicht für das Beste, sich, wie es Bucephalus getan hat, in die Gesetzbücher zu versenken. Frei, unbedrückt … bei stiller Lampe, fern dem Getöse der Alexanderschlacht liest und wendet er die Blätter unserer alten Bücher“ (siehe auch das Gemälde Die Alexanderschlacht von Albrecht Altdorfer).
Außerdem wird die neue Zeit beschrieben. Da ist kein zielgerichteter Wille eines großen Helden, der die Richtung vorgibt, sondern Verwirrung in der Vielfalt.

## Textanalyse und Deutungsansatz

### Der neue Advokat
Die anfangs irritierende Vorstellung vom Streitross, das zum Advokaten wird, entwickelt sich im Laufe der kurzen Geschichte zu einem möglichen Denkmodell. Es zeigt sich das Verwandlungsmotiv vom Tier zum Menschen als unspektakuläre Metamorphose, die in Kafkas Prosa vielfältig auftaucht.
Das edle Tier, das sich nach der Überlieferung vor seinem eigenen Schatten ängstigt, assoziiert auch durch seinen Namen Männlichkeit; es verwandelt sich zum Bürokraten und scheint dabei nicht gegen seine Natur zu handeln, vielleicht auch wegen seiner ursprünglichen Ängstlichkeit. Vielmehr war das scheinbar stolze Ross früher unfrei und vom Reiter bedrückt. Dagegen ist das Bild des neuen Advokaten, der die Blätter alter Bücher wendet, von einer kontemplativen Beschaulichkeit.
Auffällig ist die Formulierung „unsere“ alten Bücher. Die Bücher kommen nicht aus der Welt des Bucephalus, sondern aus der des Erzählers und der anderen im Büro, dennoch scheint Bucephalus in der Beschäftigung mit diesen Büchern seinen neuen Platz gefunden zu haben. Es bleibt offen, ob es sich nur um arbeitsbezogene alte juristische Bücher handelt oder auch um solche Bücher, aus denen Bucephalus seine eigene Vergangenheit entdecken kann.
Doch das Leben eines Advokaten besteht nicht nur darin, stille Studien zu treiben, sondern auch darin, zu streiten. So mag man Bucephalus wünschen, dass in seinem Innern nicht nur das scheue Pferd, sondern auch das Streitross noch vorhanden wäre. Aber es ist nicht mehr die Zeit des mächtigen Streitens. Die eingreifende Tat eines großen Individuums ist durch die Schrift ersetzt.

### Die neue Zeit
In der neuen Zeit gibt es keinen großen Alexander oder vergleichbare Helden. Manches ist zwar ähnlich wie damals, z. B. dass den Jungen das Zuhause zu eng wird und sie sich gegen die Väter erheben. Aber es fehlen die großartigen Ziele und jemand, der dahin führen könnte. Es gibt viele, die scheinbar eine Richtung vorgeben, doch ihre Vielfalt verwirrt. Hier wird die Komplexität des modernen Lebens thematisiert. Die Wandlung des Bucephalus zum Advokaten und seine Wahl des stillen Studiums bewahrt ihn vor den Wirren der Neuzeit.
Aber da ist auch Verlust. An den Platz der Tat tritt das Gesetz, an die Stelle der wegweisenden Funktion des Königsschwertes die Lektüre alter (verstaubter!) Bücher.

## Rezeption
Stach S. 173/250: Der neue Advokat erinnert an einen sagenhaften Monarchen und beschwört eine Welt
ohne Führung: „Heute – das kann niemand leugnen – gibt es keinen großen Alexander … niemand, niemand kann nach Indien führen … niemand zeigt die Richtung …“
Das ist bildkräftig, doch zugleich programmatisch, und es klingt eher nach Zeitdiagnostik als nach Literatur.

## Ausgaben
- Franz Kafka: Sämtliche Erzählungen. Herausgegeben von Paul Raabe. Fischer-Taschenbuch-Verlag, Frankfurt am Main / Hamburg 1970, ISBN 3-596-21078-X.
- Franz Kafka: Die Erzählungen. Originalfassung: Fischer Verlag, 1997, ISBN 3-596-13270-3. Roger Herms
- Franz Kafka: Drucke zu Lebzeiten. Herausgegeben von Wolf Kittler, Hans-Gerd Koch und Gerhard Neumann. Fischer Verlag, Frankfurt/Main 1996, S. 251/252.

## Sekundärliteratur
- Peter-André Alt: Franz Kafka: Der ewige Sohn. Eine Biographie. Verlag C.H. Beck, 2005, ISBN 3-406-53441-4
- Joachim Unseld: Franz Kafka Ein Schriftstellerleben Carl Hanser Verlag, 1982, ISBN 3-446-13568-5 Ln
- Reiner Stach: Kafka: Die Jahre der Erkenntnis, S. Fischer, ISBN 978-3-10-075119-5
- Bettina von Jagow, Oliver Jahraus: Kafka-Handbuch Leben-Werk-Wirkung. Vandenhoeck & Ruprecht, 2008, ISBN 978-3-525-20852-6.